# Bellreguart
Bellreguart (en valenciano y oficialmente Bellreguard) es un municipio y localidad español de la provincia de Valencia, en la Comunidad Valenciana. El término municipal, ubicado en la comarca de la Safor, tiene una población de 4943 habitantes (INE 2024).

## Geografía

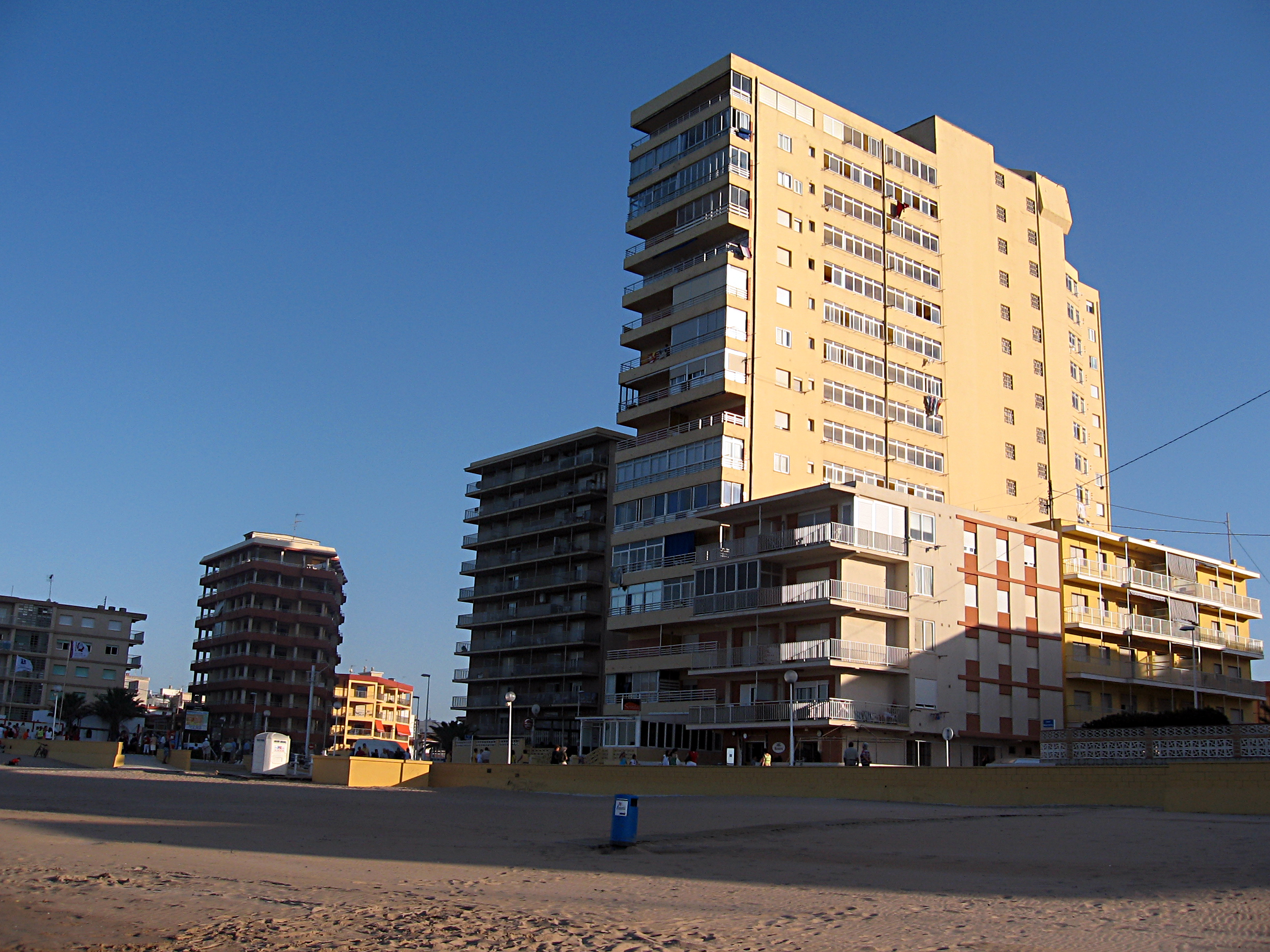
Vista desde la playa cerca de la plaza de la Marina.

Enclavado en el centro del llano aluvial de la Llacuna, entre las estribaciones de la sierra Gallinera, la margen derecha del río Serpis y el mar Mediterráneo.
El municipio está formado por dos núcleos de población importantes: el pueblo, propiamente dicho, atravesado por la carretera nacional N-332 de Valencia a Alicante, entre Gandía y Oliva, y la Playa de Bellreguart, fachada marítima del término municipal, hoy totalmente urbanizada, que en época veraniega hace que se duplique la población del municipio.
Desde Valencia se accede a través de la N-332. Desde Gandía se puede acceder en dos autobuses diarios

### Barrios y pedanías
En el término municipal de Bellreguart se encuentra también el núcleo de población de Playa de Bellreguart (Platja de Bellreguard en valenciano) que forma un exclave separado del término de la villa.
La playa de Bellreguart participa en el Plan de Playas Accesibles de la Comunidad Valenciana, y es apta para personas con movilidad reducida.

### Localidades limítrofes
El término municipal de Bellreguart limita con las siguientes localidades:
Almoines, Alquería de la Condesa, Gandía, Guardamar de la Safor, Miramar, Palmera y Rafelcofer, todas ellas de la provincia de Valencia.

### Clima
| Parámetros climáticos promedio de Bellreguard, Valencia, España               | Parámetros climáticos promedio de Bellreguard, Valencia, España | Parámetros climáticos promedio de Bellreguard, Valencia, España | Parámetros climáticos promedio de Bellreguard, Valencia, España | Parámetros climáticos promedio de Bellreguard, Valencia, España | Parámetros climáticos promedio de Bellreguard, Valencia, España | Parámetros climáticos promedio de Bellreguard, Valencia, España | Parámetros climáticos promedio de Bellreguard, Valencia, España | Parámetros climáticos promedio de Bellreguard, Valencia, España | Parámetros climáticos promedio de Bellreguard, Valencia, España | Parámetros climáticos promedio de Bellreguard, Valencia, España | Parámetros climáticos promedio de Bellreguard, Valencia, España | Parámetros climáticos promedio de Bellreguard, Valencia, España | Parámetros climáticos promedio de Bellreguard, Valencia, España |
| Mes                                                                           | Ene.                                                            | Feb.                                                            | Mar.                                                            | Abr.                                                            | May.                                                            | Jun.                                                            | Jul.                                                            | Ago.                                                            | Sep.                                                            | Oct.                                                            | Nov.                                                            | Dic.                                                            | Anual                                                           |
| ----------------------------------------------------------------------------- | --------------------------------------------------------------- | --------------------------------------------------------------- | --------------------------------------------------------------- | --------------------------------------------------------------- | --------------------------------------------------------------- | --------------------------------------------------------------- | --------------------------------------------------------------- | --------------------------------------------------------------- | --------------------------------------------------------------- | --------------------------------------------------------------- | --------------------------------------------------------------- | --------------------------------------------------------------- | --------------------------------------------------------------- |
| Temp. máx. abs. (°C)                                                          | 26                                                              | 26                                                              | 30                                                              | 33                                                              | 42.5                                                            | 42                                                              | 43                                                              | 42.3                                                            | 38.5                                                            | 31                                                              | 28                                                              | 28                                                              | 43                                                              |
| Temp. máx. media (°C)                                                         | 13                                                              | 14                                                              | 20                                                              | 22                                                              | 25                                                              | 29                                                              | 32                                                              | 32.5                                                            | 27                                                              | 24                                                              | 18                                                              | 15                                                              | 22.6                                                            |
| Temp. media (°C)                                                              | 10.5                                                            | 12                                                              | 17                                                              | 18                                                              | 20.5                                                            | 24.5                                                            | 27                                                              | 27.5                                                            | 24                                                              | 21                                                              | 15.5                                                            | 13                                                              | 19.2                                                            |
| Temp. mín. media (°C)                                                         | 6.5                                                             | 7                                                               | 11                                                              | 13                                                              | 16                                                              | 20                                                              | 22                                                              | 22.5                                                            | 18.5                                                            | 16                                                              | 11                                                              | 8                                                               | 14.3                                                            |
| Temp. mín. abs. (°C)                                                          | -8                                                              | -8.5                                                            | -1                                                              | 5                                                               | 8                                                               | 14                                                              | 18                                                              | 16                                                              | 13                                                              | 7                                                               | 4                                                               | 0                                                               | -8.5                                                            |
| Precipitación total (mm)                                                      | 14.2                                                            | 9.7                                                             | 24.6                                                            | 50.1                                                            | 37.7                                                            | 26.1                                                            | 13.2                                                            | 27.3                                                            | 129                                                             | 106.6                                                           | 93.3                                                            | 71.4                                                            | 603.2                                                           |
| Días de precipitaciones (≥ 1 mm)                                              | 3                                                               | 3                                                               | 5                                                               | 6                                                               | 6                                                               | 4                                                               | 3                                                               | 9                                                               | 10                                                              | 8                                                               | 5                                                               | 4                                                               | 66.00                                                           |
| Días de nevadas (≥ 1 mm)                                                      | 0.1                                                             | 0.0                                                             | 0.0                                                             | 0.0                                                             | 0.0                                                             | 0.0                                                             | 0.0                                                             | 0.0                                                             | 0.0                                                             | 0.0                                                             | 0.0                                                             | 0.0                                                             | 0.1                                                             |
| Fuente: La información sobre las precipitaciones son de AEMET[cita requerida] |                                                                 |                                                                 |                                                                 |                                                                 |                                                                 |                                                                 |                                                                 |                                                                 |                                                                 |                                                                 |                                                                 |                                                                 |                                                                 |

## Historia
No es nada fácil fijar su origen. La total ausencia de restos arqueológicos y el hecho de haberse quemado y desaparecido los legajos y los archivos, dificultan en gran manera este trabajo. Por lo demás, bien poco hablan de él los documentos y crónicas del rey Jaime I en los archivos del Reino. No figura en el "Llibre del Repartiment", ni se ha encontrado Carta Puebla.
Sin duda es de origen islámico, como lo demuestra la necrópolis morisca encontrada en 1984. En 1486, fue adquirido por el duque de Gandía, Pedro Luis de Borja. En esta escritura es cuando aparece por primera vez el nombre de Bellreguart sustituyendo el de Sotaia, nombre árabe con el cual antigua y popularmente era conocido. En este acto de compraventa actuó, como procurador plenipotenciario del duque de Gandía, el escritor y maestro en teología Joan Roís de Corella.
Eclesiásticamente era una rectoría de moriscos, elevada el 26 de octubre de 1534 a parroquia, dependiendo de la de Santa María de Gandía. En 1574, se independizó definitivamente de Gandía.

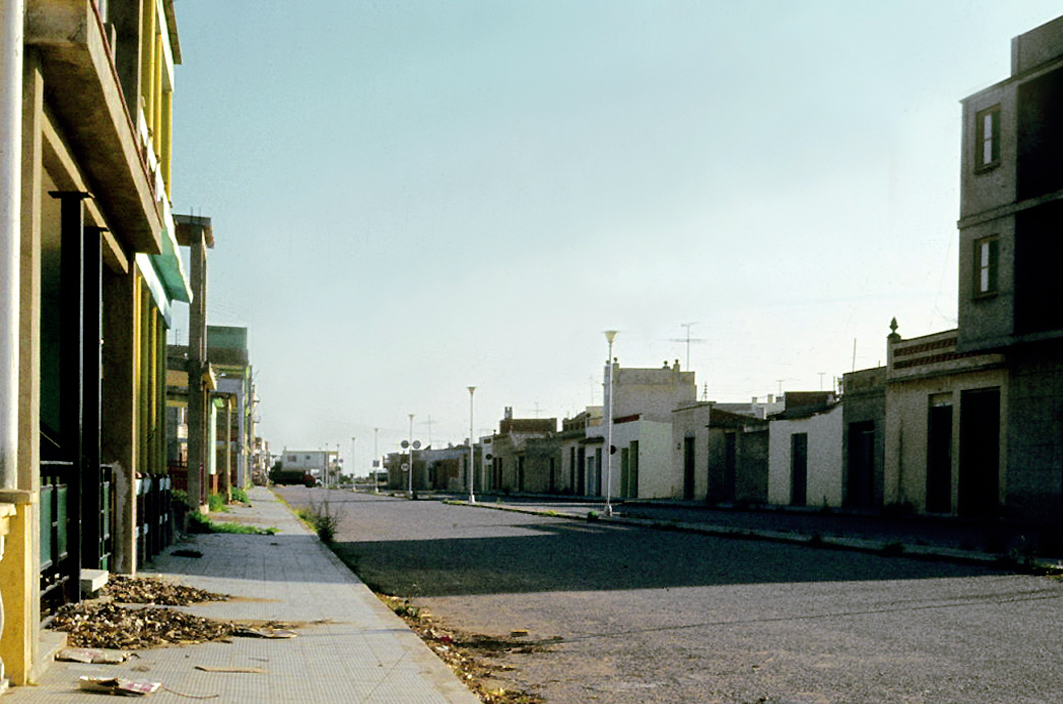
Bellreguart (playa) en la década de 1970, en temporada baja.

Su población, fundamentalmente morisca, se vio fuertemente afectada con motivo de la expulsión de estos en el año 1609, pues de 165 familias solo se quedaron cuatro de cristianos viejos, permaneciendo sus casas vacías y los campos abandonados. A pesar de la llegada de nuevos repobladores, se necesitaron 50 años para recuperar el 30 % de la población. Desde entonces hasta hoy la población ha ido creciendo progresivamente. Desde 1624, año en el que empiezan los registros parroquiales de la población, y hasta 1659, la procedencia foránea de los que casaron en Bellreguart eran otras poblaciones de la propia comarca de La Safor (46 contrayentes), otras comarcas del Reino de Valencia (29), Baleares (1), y Francia (2); habiendo también 23 contrayentes de procedencia desconocida.
El municipio recibía el nombre de Bellreguart en los censos anteriores al de 1991, en el que pasó a denominarse Bellreguard.

## Demografía
Bellreguart cuenta con una población de 4943 habitantes (INE 2024).
| Gráfica de evolución demográfica de Bellreguart entre 1842 y 2021                                                   |
| |
| Población de derecho según los censos de población del INE Población de hecho según los censos de población del INE |

## Economía

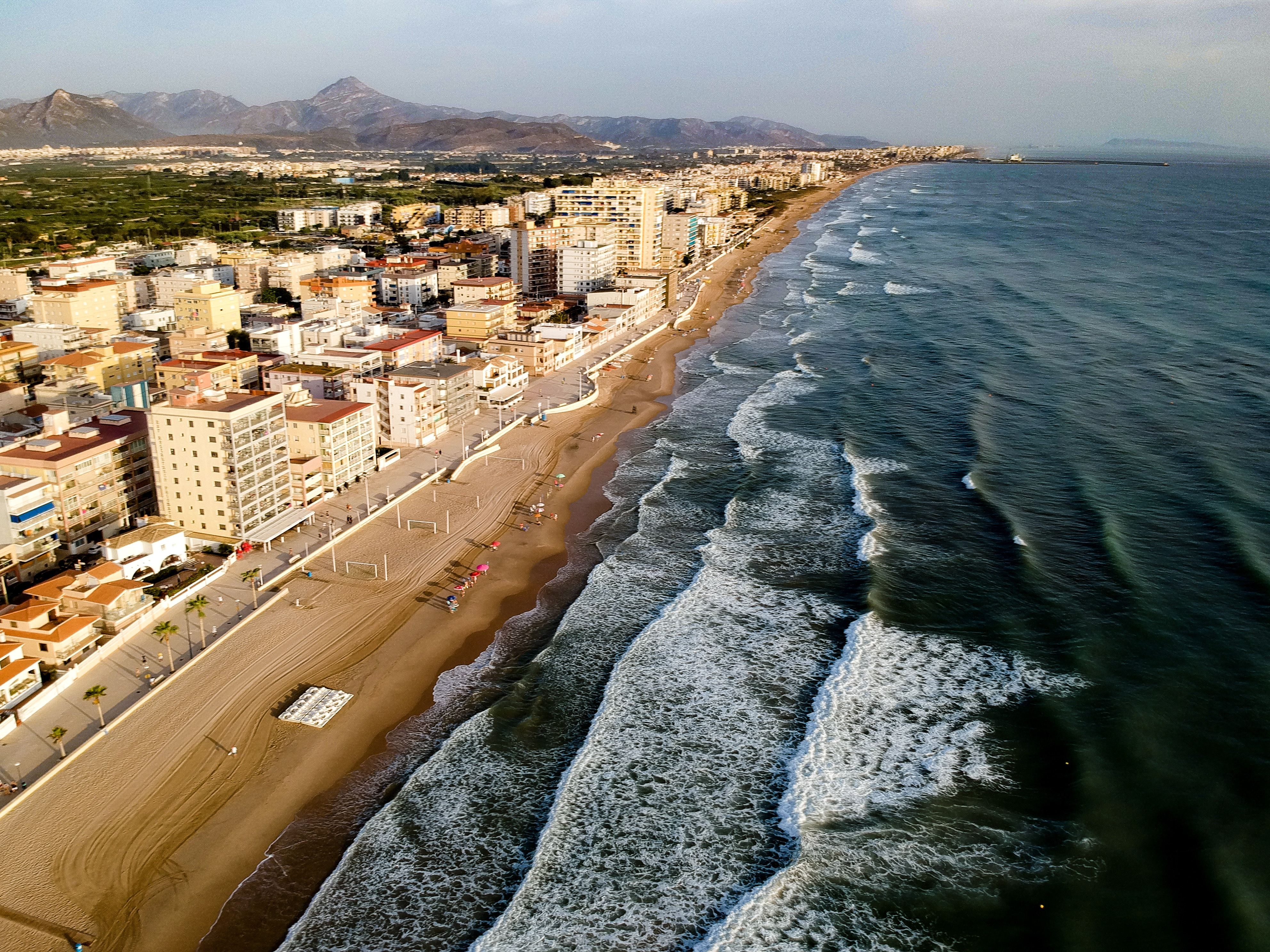
Playa de Bellreguart.

Tradicionalmente la actividad económica ha girado alrededor de la agricultura, eso sí, en constante reconversión. Durante los siglos XVI y XVII el cultivo de la caña de azúcar era importante y su molino era un importante centro azucarero. En los siglos XVIII y XIX se abandonó la producción de la caña de azúcar y fue substituida por la morera y la viña. A principios del siglo XX la crisis de la seda y las plagas de la viña provocaron que un nuevo cultivo se impusiera, hasta ahora, el naranjo.
En la actualidad la pequeña industria y los servicios son las principales actividades económicas, sin olvidar la generada por el turismo.

## Administración y política
El Pleno del Ayuntamiento está formado por 11 concejales.

### Resultados electorales XII Legislatura

#### Listas electorales elecciones 28 de mayo de 2023
| PP 1. María Dolores Marco Peiró 2. Lorenzo Millet Millet 3. Fendi Borrás Sánchez 4. Margarita Esteva Ruiz 5. Vicente Climent Perea 6. Jaume Ascó Pastor 7. Sonia Peiró Viciano 8. Enrique Pellicer Rodríguez 9. Purificación Ascó Costa 10. Alejandro Juan Quiles Alcaraz 11. María Dolores Morera Suplentes S1. Nieves Fernández Martínez S2. Fernando Bolo Puig S3. Marielys Felipe González S4. Vicente Peiró Cerver S5. Juan José Barberá Costa S6. José Femenía Barberá | PSPV-PSOE 1. Cristina Mateu Muñoz 2. Marcos Haro Escribano 3. Natividad Rocher Revert 4. Amparo Marí Vidal 5. Miquel Pellicer Olaso 6. Mª Teresa Álvarez Estruch 7. Andrés Millet Pellicer 8. Rosa Caudeli Ausina 9. Judith Mañó Mateu 10. Josep Caudeli Gadea 11. Joan Marco i Pastor Suplentes S1. Antonia Fernández Contreras S2. Adrià Sanfelix González | Compromís 1. Alexandre Ruiz Gadea 2. Neus Burguera Miñana 3. David Torres García 4. Sandra Gadea Peiró 5. Samuel Vicente Signes Marco 6. Ona Orra Prat 7. Àngel Llopis Manzano 8. Lorena Peiró Gregori 9. David Pellicer Escrivà 10. Marta Avargues Císcar 11. Juan José Giner Camarena Suplentes S1. Naima Negre Cortés S2. Santiago Cerdà Moreno S3. Àngels Avargues Simó S4. Ferran Fuster Adrover S5. Silvia Cortés Crespo S6. Juan José Álvarez Ochoa S7. Andrea Costa Costa S8. Juan Salvador Torres Palomares |

| Spain Bellreguard Ajuntament 2023 |                      |                           |                                                       |                                                         |                                            |
| Grupo municipal                   | Grupo municipal      | Cabeza de lista           | Concejales 2023-2027 (Variación respecto a 2019-2923) | N.º de votos 2023-2027 (Variación respecto a 2019-2023) | % de voto (Variación respecto a 2019-2023) |
|                                   | PP                   | María Dolores Marco Peiró | 4 (=)                                                 | 1000 (158)                                              | 37,59 % (5,33 %)                           |
|                                   | PSPV-PSOE            | Cristina Mateu Muñoz      | 4 (1)                                                 | 879 (55)                                                | 33,05 % (1,47 %)                           |
|                                   | Compromís            | Alexandre Ruiz Gadea      | 3 (1)                                                 | 744 (178)                                               | 27,96 % (7,34 %)                           |
|                                   | Votos contabilizados | -                         | -                                                     | 2723 (89)                                               | 75,22 % (0,69 %)                           |
|                                   | Abstención           | -                         | -                                                     | 897 (3)                                                 | 24,77 % (0,7 %)                            |
|                                   | En blanco            | -                         | -                                                     | 37 (15)                                                 | 1,39 % (0,55 %)                            |
|                                   | Nulos                | -                         | -                                                     | 63 (38)                                                 | 2,31 % (1,36 %)                            |

| N.º | Nombre                    | Lista     |
| --- | ------------------------- | --------- |
| 1   | María Dolores Marco Peiró | PP        |
| 2   | Cristina Mateu Muñoz      | PSPV-PSOE |
| 3   | Alexandre Ruiz Gadea      | Compromís |
| 4   | Lorenzo Millet Millet     | PP        |
| 5   | Marcos Haro Escribano     | PSPV-PSOE |
| 6   | Neus Burguera Miñana      | Compromís |
| 7   | Fendi Borrás Sánchez      | PP        |
| 8   | Natividad Rocher Revert   | PSPV-PSOE |
| 9   | Margarita Esteva Ruiz     | PP        |
| 10  | David Torres García       | Compromís |
| 11  | Amparo Marí Vidal         | PSPV-PSOE |

### Investidura legislatura 2023-2027
| Resultado de la votación de investidura     |                              |                                            |                                        |           |       |
| Fecha                                       | Candidato                    | Partido Popular de la Comunidad Valenciana | Partido Socialista del País Valenciano | Compromís | Total |
| 17 de junio de 2023 Mayoría Absoluta (6/11) | PP María Dolores Marco Peiró | 4                                          | 0                                      | 0         | 4/11  |
| 17 de junio de 2023 Mayoría Absoluta (6/11) | PSOE Cristina Mateu Muñoz    | 0                                          | 4                                      | 3         | 7/11  |

### Corporación municipal (Desde 2023)
| Nombre                  | Partido   | Competencias |
| ----------------------- | --------- | --- |
| Cristina Mateu Muñoz    | PSPV-PSOE | Alcaldesa - Urbanismo - Hacienda y promoción económica - Personal - Policía Local                                              |
| Alexandre Ruiz Gadea    | Compromís | 1er Teniente de alcalde - Agua - Políticas medioambientales - Patrimonio cultural - Memoria democrática                        |
| Marcos Haro Escribano   | PSPV-PSOE | 2.º Teniente de alcalde - Deportes - Salud - Cementerio                                                                        |
| Neus Burguera Miñana    | Compromís | 3.ª Teniente de alcalde - Bienestar y protección de los animales - Participación ciudadana - Infancia, adolescencia y juventud |
| Natividad Rocher Revert | PSPV-PSOE | - Educación - Igualdad y políticas inclusivas - Bienestar social                                                               |
| David Torres García     | Compromís | - Agricultura - Turismo - Transparencia y gobierno abierto                                                                     |
| Amparo Marí Vidal       | PSPV-PSOE | - Cultura y fiestas |

### Representantes del ayuntamiento en diferentes órganos
| Órgano | Nombre                                          | Partido             |
| --- | ----------------------------------------------- | ------------------- |
| Consorcio provincial de extinción de incendios | Cristina Mateu Muñoz                            | PSPV-PSOE           |
| Consejo escolar municipal | Natividad Rocher Revert                         | PSPV-PSOE           |
| Consorcio Plan Zona de Residuos | Alexandre Ruíz Gadea Supl. Cristina Mateu Muñoz | Compromís PSPV-PSOE |
| Red de municipios valencianos hacía la sostenibilidad | Cristina Mateu Muñoz Supl. Alexandre Ruiz Gadea | PSPV-PSOE Compromís |
| Calaix Jove | Neus Burguera Miñana                            | Compromís           |
| Pleno de la Mancomunidad de Municipios de La Safor A Bellreguard le corresponden dos representantes; La alcaldesa y otro representante elegido por votación de los concejales del pleno. | Cristina Mateu Muñoz Alexandre Ruiz Gadea       | PSPV-PSOE Compromís |

### Oposición 2023-2027
| Nombre                | Partido |
| --------------------- | ------- |
| Marola Marco Peiró    | PP      |
| Llorenç Millet Millet | PP      |
| Fendi Borrás Sánchez  | PP      |
| Margarita Esteva Ruiz | PP      |

### Historia democrática de Bellreguard
| Periodo   | Nombre                                           | Partido                                                    |
| --------- | ------------------------------------------------ | ---------------------------------------------------------- |
| 1979-1983 | Miquel Muñoz Molió (dimisión) Germán Gadea March | Grup independent democràctic de Bellreguard GIDB PSPV-PSOE |
| 1983-1987 | Ximo Muñoz Femenía                               | PSPV-PSOE                                                  |
| 1987-1991 | Josep Seguí i Avargues                           | PSPV-PSOE                                                  |
| 1991-1995 | Josep Seguí i Avargues                           | PSPV-PSOE                                                  |
| 1995-1999 | Pepa Bonet i Millet                              | PSPV-PSOE                                                  |
| 1999-2003 | Francesc Avargues i Gadea                        | Bloc                                                       |
| 2003-2007 | Facund Puig Muñoz                                | Bloc                                                       |
| 2007-2011 | Pere Cremades Simó                               | PSPV-PSOE                                                  |
| 2011-2015 | Jaume Ascó Pastor                                | PP                                                         |
| 2015-2019 | Joan Marco i Pastor Alexandre Ruiz Gadea         | PSPV-PSOE Compromís                                        |
| 2019-2023 | Alexandre Ruiz Gadea Joan Marco i Pastor         | Compromís PSPV-PSOE                                        |
| 2023-act. | Cristina Mateu Muñoz                             | PSPV-PSOE                                                  |

### Oposición desde las elecciones de 1979
| Legislatura | Partidos |
| ----------- | --- |
| 1979-1983   | PSPV-PSOE 1979-1981 Candidatura Independiente de Bellreguart CIB Grup Independent Democràtic de Bellreguard GIDB 1981-1983 |
| 1983-1987   | Alianza Popular |
| 1987-1991   | Alianza Popular Asociación Independiente de Bellreguart AIB                                                                |
| 1991-1995   | PP |
| 1995-1999   | PP Bloc |
| 1999-2003   | PSPV-PSOE PP |
| 2003-2007   | PSPV-PSOE PP |
| 2007-2011   | PP Bloc |
| 2011-2015   | PSPV-PSOE Compromís |
| 2015-2019   | PP |
| 2019-2023   | PP |
| 2023-2027   | PP |

Acuerdos de investidura o coaliciones de gobierno
| Periodo   | Partidos implicados       | Concejales | Tipo de acuerdo | Acuerdo alcanzado |
| --------- | ------------------------- | ---------- | --------------- | --- |
| 1999-2003 | 4 PP + 2 Bloc             | 6/11       | Investidura     | El PP vota al candidato del Bloc para que el PSPV-PSOE no revalide mandato. |
| 2003-2007 | 3 PP + 3 Bloc             | 6/11       | Investidura     | El PP vota al candidato del Bloc para que el PSPV-PSOE no dirija el consistorio. |
| 2015-2019 | 4 PSPV-PSOE + 2 Compromís | 6/11       | Gobierno        | El PSPV-PSOE pacta gobernar junto a Compromís y se alternarán en la alcaldía a los dos años. |
| 2019-2023 | 4 Compromís + 3 PSPV-PSOE | 7/11       | Gobierno        | Compromís llega a un acuerdo con el PSPV-PSOE para seguir gobernando juntos, esta vez Compromís tendrá la alcaldía dos años y medio, hasta el 2021 que se la cederá al PSPV-PSOE que podrá dirigir el consistorio un año y medio hasta agotar la legislatura en el 2023. |
| 2023-2027 | 4 PSPV-PSOE + 3 Compromís | 7/11       | Gobierno        | El PSPV-PSOE seguirá gobernando junto a Compromís. El primero desde 06/2023 hasta 12/2025 y el partido con menos concejales dentro del acuerdo gobernará desde 12/2025 hasta el final de la legislatura en 2027.                                                         |

## Fiestas locales
- Danzas. La dansada o ball pla prácticamente ha desaparecido del folclore de Bellreguart. La única danzada que aún se ha visto bailar y se ha recuperado es el "Baile de la Horca" (Ball de la Forca). Este es el único baile de bastones o torneantes del cual se tiene noticia en la comarca de La Safor. Es una danza interpretada solo por hombres con un número siempre impar, vestidos con camisa blanca de tejido crudo, zaragüelles anchos al estilo moruno de la misma tela y color, medias también blancas y ligas de color, alpargatas de cinta negra, chaleco de fantasía y pañuelo de seda en la cabeza. En la mano derecha llevaban una horca de 3 o 5 puntas y la del Jefe o Director de 7 puntas.
- San Antonio Abad. Se conmemora el 17 de enero con la distribución del pan bendito y la bendición de los animales.
- Fiestas Mayores. Se celebran en honor de San Miguel los días 22 y 23 de septiembre. Estas tienen un marcado carácter popular. El anuncio de las fiestas es realizado el día anterior por una comparsa del "tío de la porra" (originario de Gandía) conjuntamente con otra de los llamados drapets o pedacets, una comparsa de tipo carnavalesco, que visten con una ropa hecha de tiras de tela y que existe en el pueblo desde tiempo inmemorial.
- Moros y Cristianos. Durante los días que se celebran las fiestas tienen un protagonismo especial los festejos de Moros y Cristianos.

## Bienes de relevancia local
- Ermita de la Virgen del Carmen
- Iglesia parroquial de San Miguel Arcángel

## Gastronomía
Como en todos los pueblos del litoral valenciano el arroz, con todas y cada una de las múltiples formas de ser cocinado, a la cazuela, en paella y en olla o perol, es el rey de los platos.
De Bellreguart son típicos los "fardeles" (figatells, en valenciano), pequeñas delicias de hígado y especias, aplanadas como una hamburguesa, envueltas en redaños de cerdo (mantilla que cubre el estómago).
La larga tradición azucarera de la comarca ofrece una gran variedad de golosinas que van desde la repostería más refinada hasta los pasteles más espectaculares, como la corona de gloria, los pastelitos de hojaldre, los pastelitos de Navidad, la coca de piñones, los pasteles de viento y la casca de Reyes.

## Personas notables
- Joan Pellicer
- Ferran Cremades
- Quique Llopis